# WMV HD

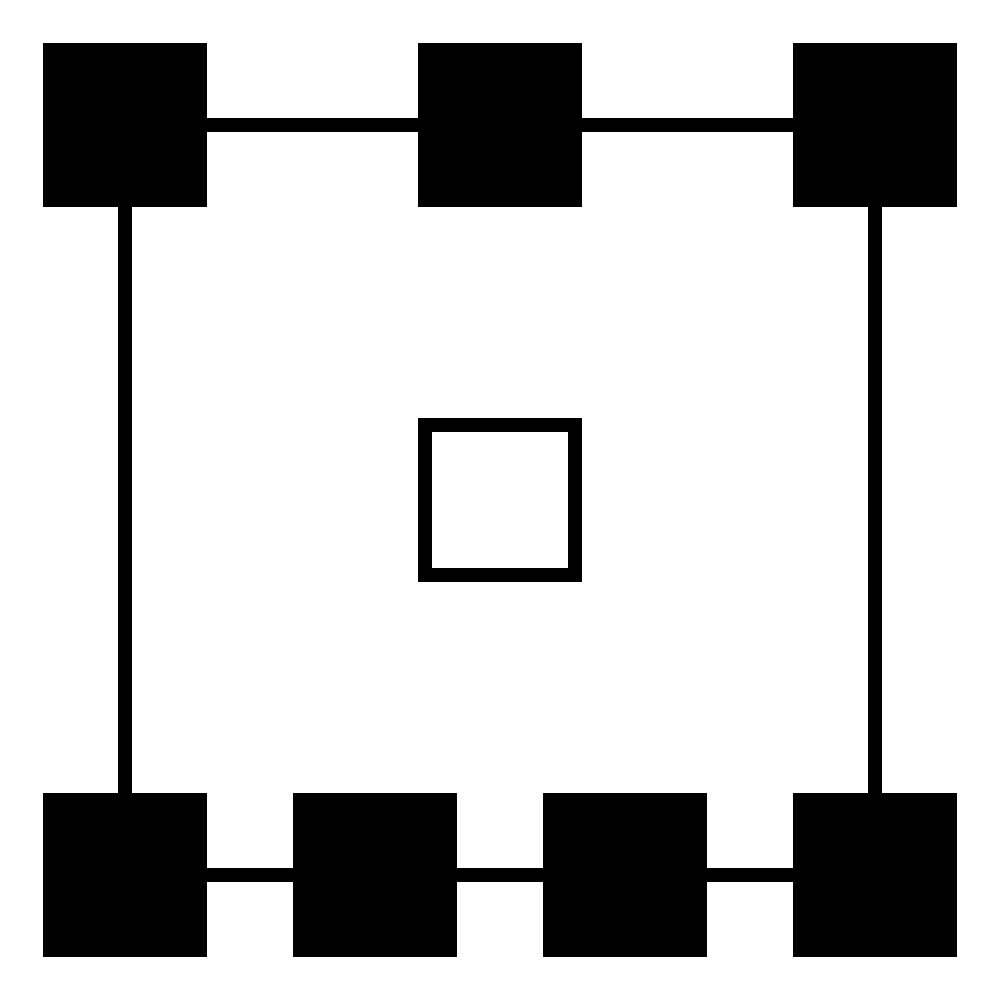
7.1 확장 서라운드 사운드 라벨

윈도우 미디어 고선명 비디오(Windows Media Video High Definition, WMV HD)는 마이크로소프트 윈도우 미디어 비디오 9 코덱을 사용하여 인코딩된 고선명 비디오의 마케팅 이름이다. 이러한 저복잡성 코덱은 마이크로소프트 윈도우 XP 또는 윈도우 비스타를 실행하는 많은 최신 개인용 컴퓨터에서 1280×720(720p) 또는 1920×1080(1080p) 해상도의 고선명 영화를 시청할 수 있게 하지만, 하드웨어 요구 사항은 높다. 마이크로소프트의 엑스박스 360과 소니의 플레이스테이션 3 비디오 게임 콘솔도 WMV HD를 재생할 수 있다.
WMV HD는 독립형 비디오 코덱도 아니며 WMV9 코덱의 특별한 수정 버전도 아니다. 2006년 4월 현재, 모든 기존 WMV HD 타이틀은 VC-1 메인 프로파일 @ 하이 레벨 사양을 따르는 VC-1 호환 윈도우 미디어 비디오 9(FourCC: WMV3) 코덱을 사용하여 인코딩된다. 미래에 마이크로소프트가 윈도우 미디어 비디오 고급 프로파일(FourCC: WVC1)이라는 새로운 VC-1 고급 프로파일 코덱을 활용하여 WMV HD 비디오를 인코딩할 가능성도 있다.
수많은 WMV9로 인코딩된 고선명 영화 타이틀이 DVD-ROM 디스크로 상업적으로 출시되었는데, 독립형 디스크나 일반 DVD-비디오 타이틀의 보충 디스크 형태로 제공되었다. 이 기술은 진정한 고선명 광학 디스크 포맷(HD DVD 및 블루레이 디스크)으로 가는 디딤돌로 여겨졌으며, 마이크로소프트는 이 디스크가 개인용 컴퓨터 외의 다른 장치에서 재생될 의도를 전혀 가지고 있지 않았다. 대부분의 상업적으로 판매되는 WMV HD 타이틀은 마이크로소프트 윈도우 미디어 DRM 기술을 사용하여 복사 방지되어 있다. DRM 보호 타이틀의 라이선스 조건은 콘텐츠 제공업체가 결정하며 마이크로소프트가 결정하지 않는다. 사운드트랙은 주로 윈도우 미디어 오디오 프로페셔널 코덱을 사용하여 인코딩되며, 종종 5.1 또는 7.1 멀티채널 사운드를 지원한다. 비디오 및 오디오 스트림은 고급 시스템 포맷 파일에 캡슐화된다.

## 호환성
WMV HD는 사용 편의성으로 호평을 받아왔는데, 윈도우 무비 메이커에 WMV HD로 변환하는 기능이 내장되어 있어 사람들이 자신의 홈 비디오뿐만 아니라 상업적으로 출시된 영상도 WMV HD로 변환할 수 있게 되었다. 파일 시스템은 위에 나열된 설정이 있는 PC뿐만 아니라 엑스박스 360에서도 1080p/1080i로 작동한다.

## 미래
블루레이 디스크가 광학 HD 미디어 포맷으로 자리 잡으면서, WMV HD는 광학 디스크 형태로 구식이 되었다.

## 인코더
윈도우 미디어 비디오 HD는 윈도우 미디어 인코더, 윈도우 무비 메이커, 마이크로소프트 익스프레션 디코더와 같은 다양한 프로그램으로 인코딩할 수 있다. 인코딩 시에는 최상의 결과를 위해 원본 파일을 사용하는 것이 권장된다. 때때로 이미 코딩된 영화를 재인코딩하면 좋지 않은 결과를 초래할 수 있다.

## WMV HD DVD-ROM 영화
- 엔론 - 세상에서 제일 잘난 놈들
- 원 라스트 씽
- 모타운의 그림자 속에서
- 스텝 인투 리퀴드 (보너스 디스크)
- 스피드 (1994년 영화) (보너스 디스크)
- 터미네이터 2 (2번 디스크; 극장판)
- 토탈 리콜 (덴마크, 독일, 노르웨이 출시)
- 더 워 위딘 (영화)
- 파이러츠 (2005년 영화) (3번 디스크)
- 임모르텔 (아드 비탐) (3디스크 에디션)
- 딥 레드 (이탈리아 메두사 2디스크 에디션)
- 머핀 맨 HD 에디션 (2디스크 에디션)

그 외 다수

## 같이 보기
- DivX HD—WMV HD의 주요 경쟁자